# Urmia (miasto)
Urmia (perski: ارومیه, do 1979 Rezaije) – miasto w Iranie, ośrodek administracyjny ostanu Azerbejdżan Zachodni.
Liczba mieszkańców w 2003 roku wynosiła ok. 491 tys.